# Comarca de Faro
A comarca de Faro é uma comarca integrada na divisão judiciária de Portugal. Tem sede em Faro.
A comarca abrange uma área de 4 960 km² e tem como população residente 451 006 habitantes (2011).
Integram a comarca de Faro dezasseis municípios:
- Faro
- Albufeira
- Alcoutim
- Aljezur
- Castro Marim
- Lagoa
- Lagos
- Loulé
- Monchique
- Olhão
- Portimão
- São Brás de Alportel
- Silves
- Tavira
- Vila do Bispo
- Vila Real de Santo António

A comarca de Faro integra a área de jurisdição do Tribunal da Relação de Évora.